# Remember Mary Magdalen
Remember Mary Magdalen é um filme mudo de curta-metragem norte-americano de 1914, do gênero drama, dirigido por Allan Dwan e estrelado por Pauline Bush, Murdock MacQuarrie e Lon Chaney. O filme é agora considerado perdido.